# Миранд
Мира́нд (фр. Mirande) — коммуна во Франции, находится в регионе Юг — Пиренеи. Департамент — Жер. Административный центр кантона Миранд. Супрефектура округа Миранд.
Код INSEE коммуны — 32256.

## География

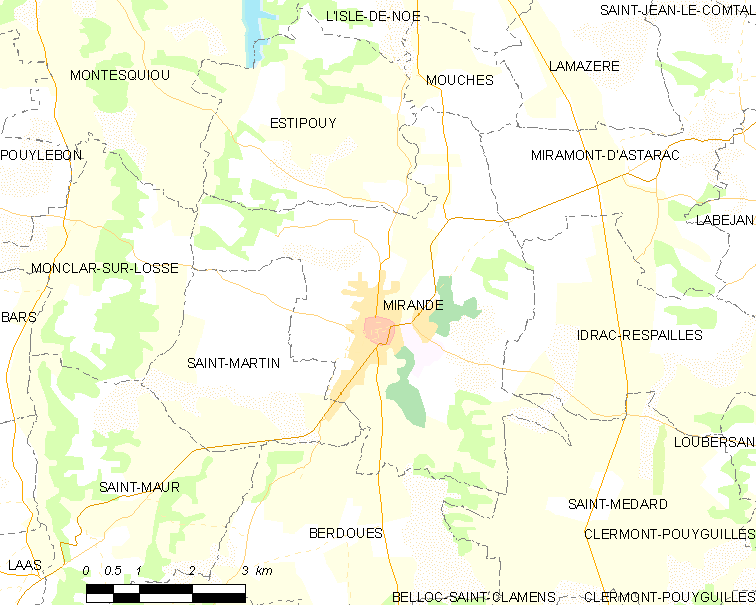
Карта коммуны

Коммуна расположена приблизительно в 620 км к югу от Парижа, в 85 км западнее Тулузы, в 21 км к юго-западу от Оша.
По территории коммуны протекают реки Баиз и Лизет.

## Климат
Климат умеренно-океанический. Лето жаркое и немного дождливое, температура часто превышает 35 °С. Зимой часто бывает отрицательная температура и ночные заморозки. Годовое количество осадков — 700—900 мм.

## Население
Население коммуны на 2010 год составляло 3685 человек.
| 1962 | 1968 | 1975 | 1982 | 1990 | 1999 | 2010 |
| ---- | ---- | ---- | ---- | ---- | ---- | ---- |
| 3610 | 4075 | 3879 | 3871 | 3565 | 3564 | 3685 |

## Администрация
| Период | Период | Фамилия     | Партия             | Примечания           |
| ------ | ------ | ----------- | ------------------ | -------------------- |
| 1989   | 2020   | Пьер Бодран | Радикальная партия | судебный исполнитель |

## Экономика
В 2010 году среди 2158 человек трудоспособного возраста (15-64 лет) 1497 были экономически активными, 661 — неактивными (показатель активности — 69,4 %, в 1999 году было 70,4 %). Из 1497 активных жителей работали 1284 человека (677 мужчин и 607 женщин), безработных было 213 (93 мужчины и 120 женщин). Среди 661 неактивных 232 человека были учениками или студентами, 234 — пенсионерами, 195 были неактивными по другим причинам.

## Достопримечательности
- Церковь Нотр-Дам (XIV век). Исторический памятник с 1921 года[4]
- Башня Роан (XIV век). Исторический памятник с 1948 года[5]

## Города-побратимы
- Тюбиз (Бельгия, с 1964)
- Корнталь-Мюнхинген (Германия, с 1964)
- Сан-Мауро-Торинезе (Италия, с 1991)
- Ла-Эльяна (Испания, с 1991)

## Фотогалерея

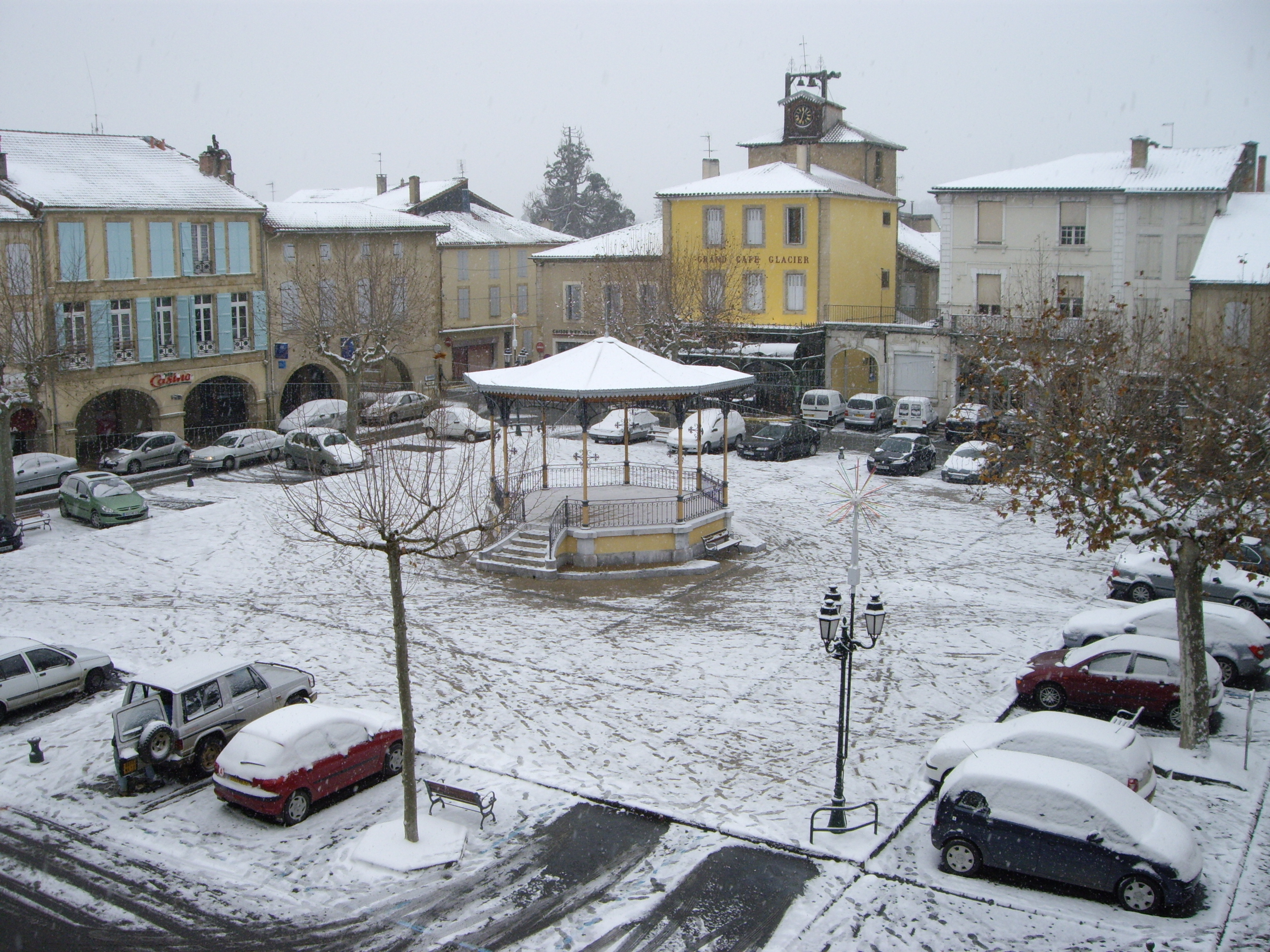
Площадь Астарак
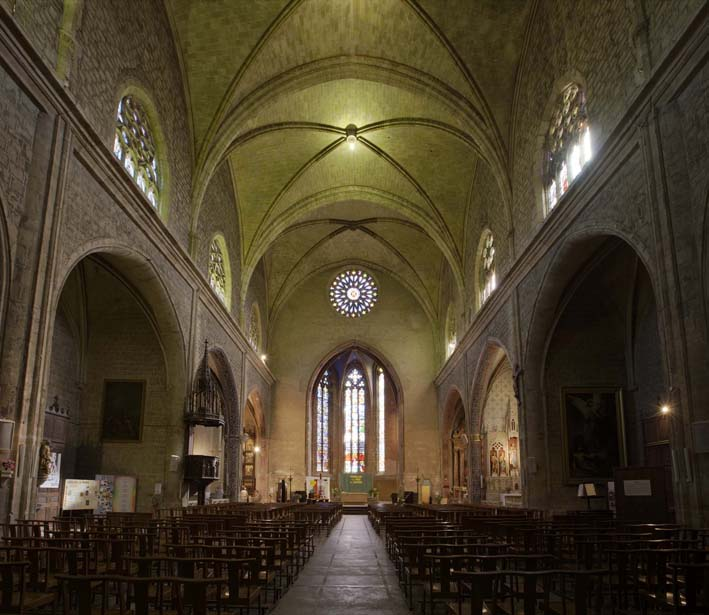
Интерьер церкви Нотр-Дам
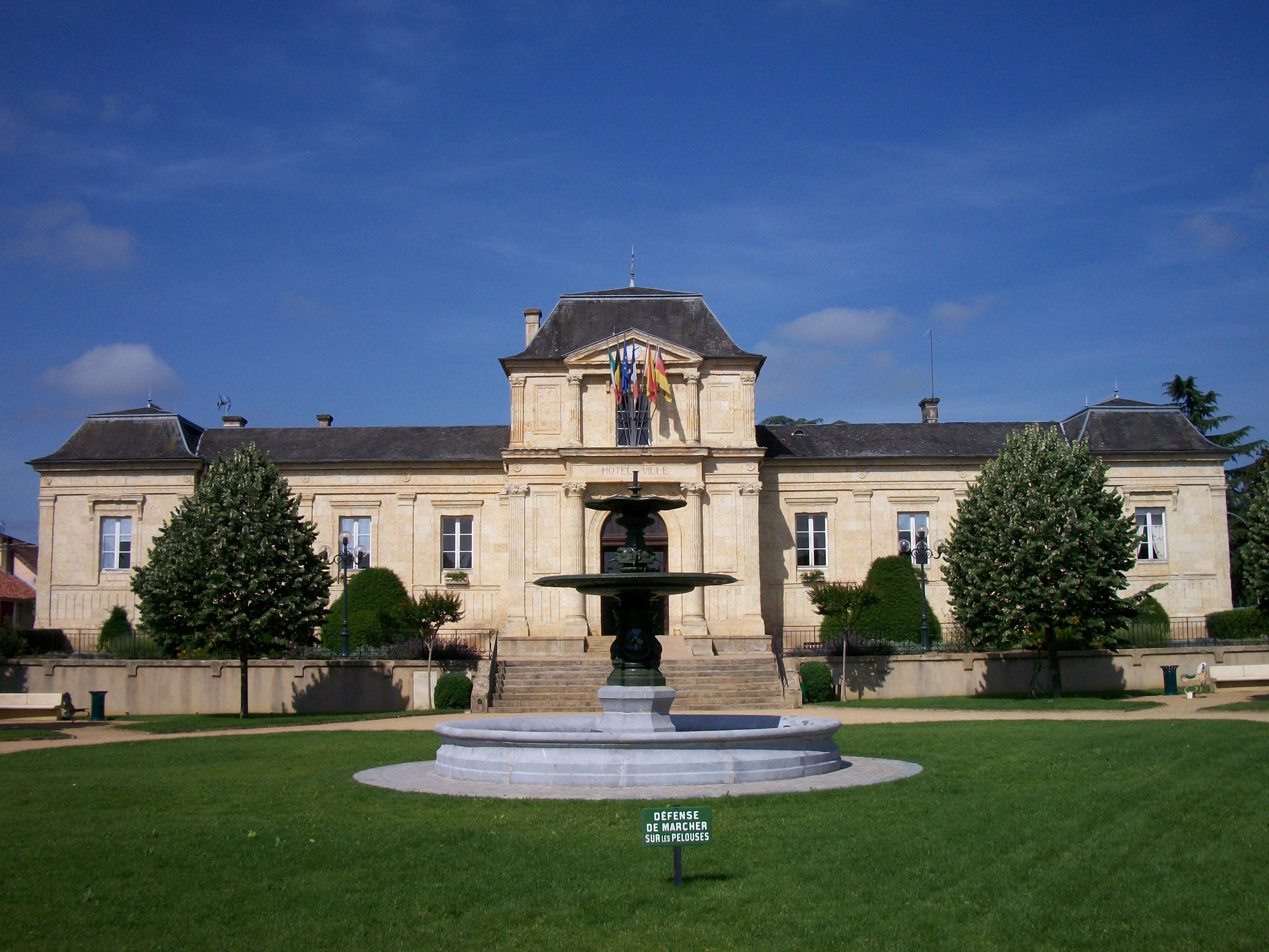
Мэрия
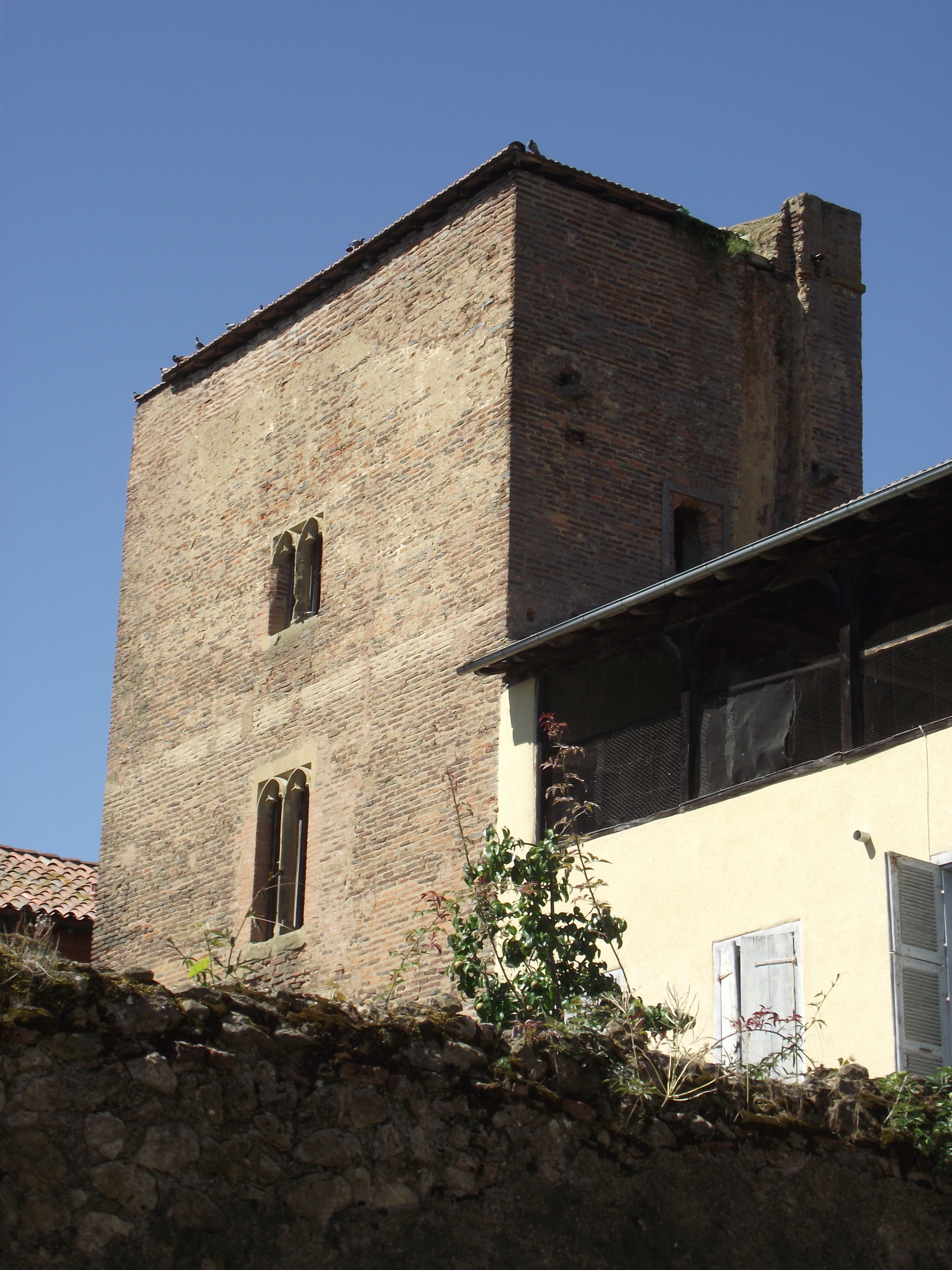
Башня Роан
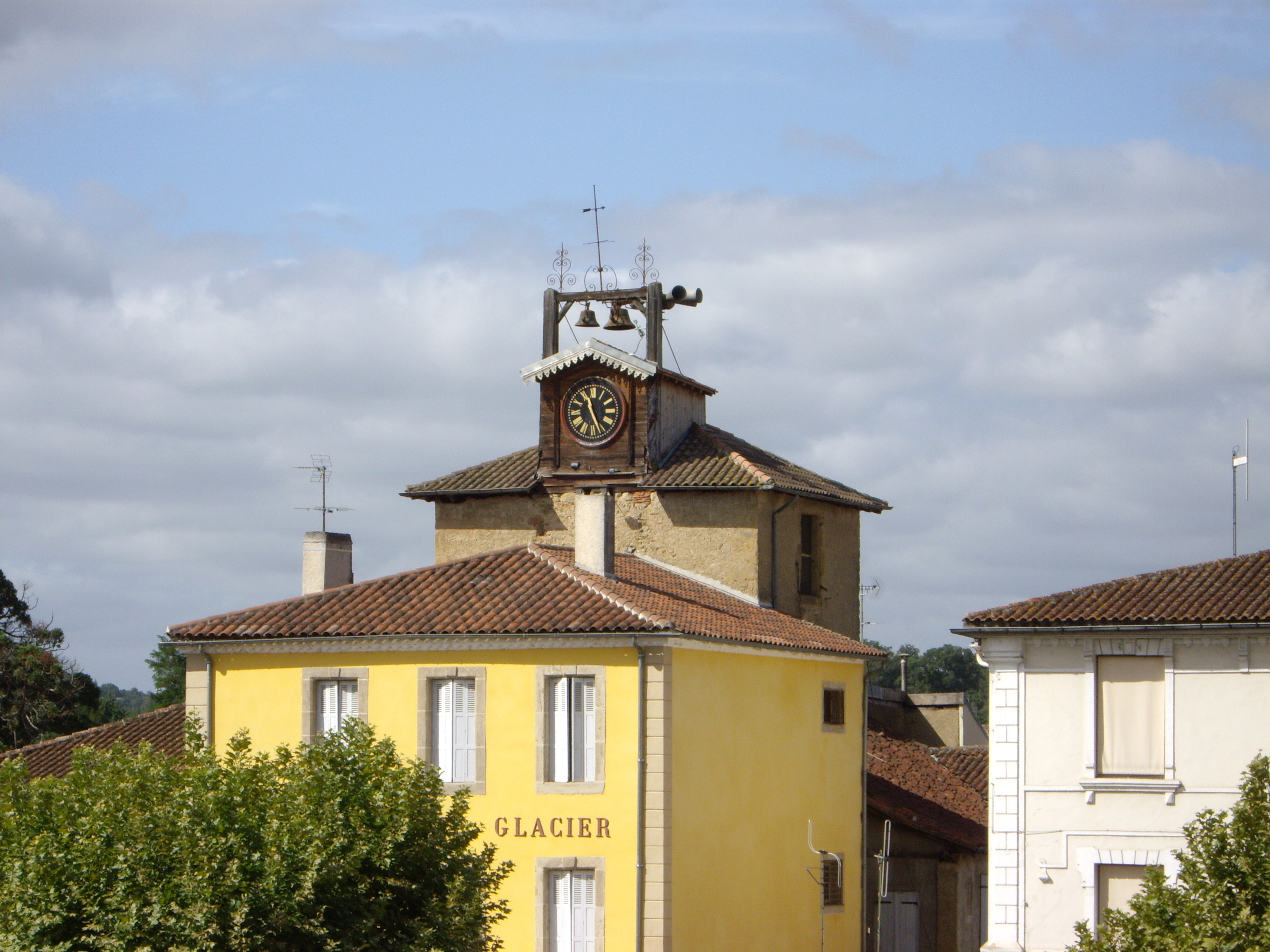
Башня с часами
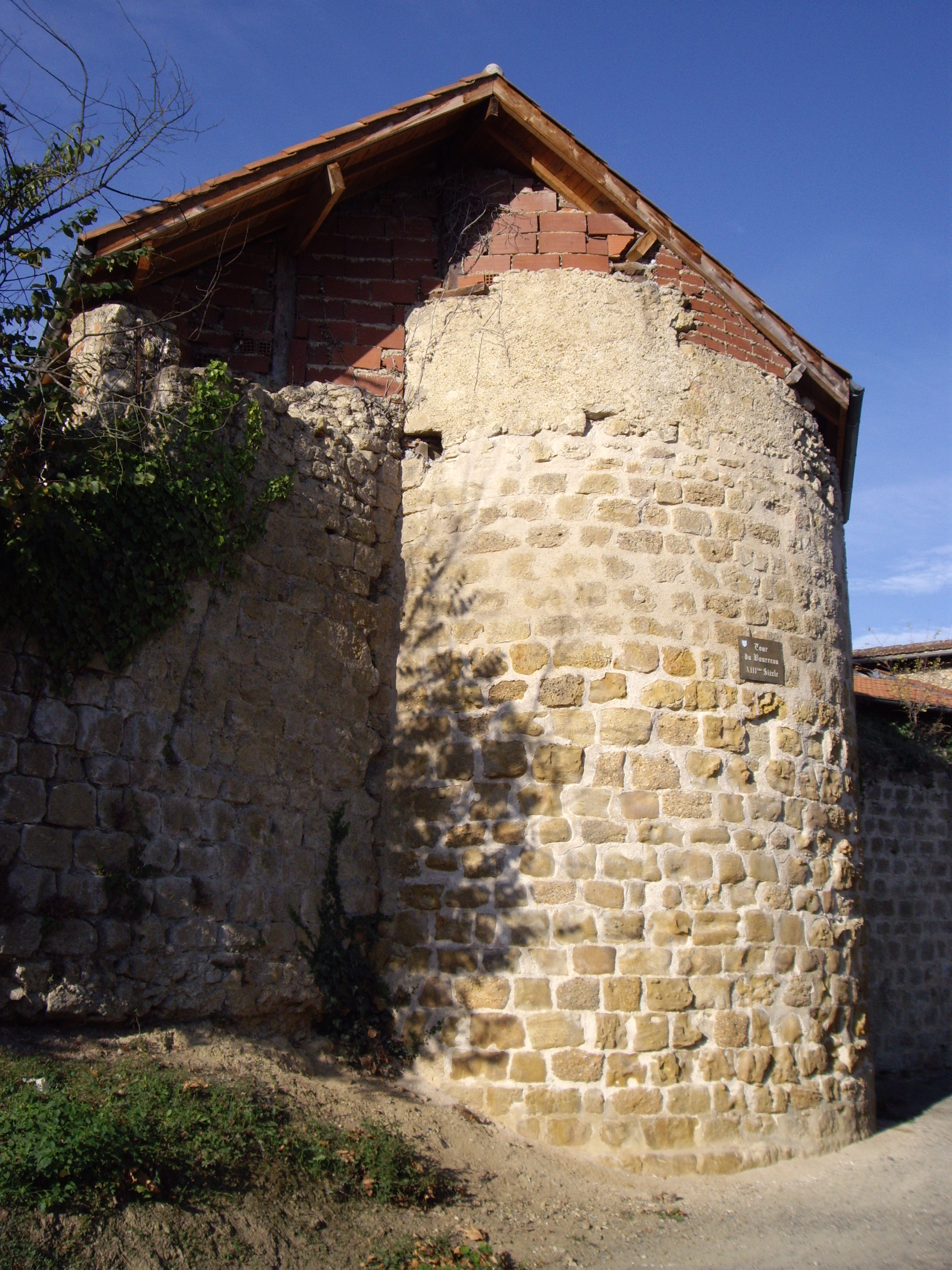
Башня Бурро
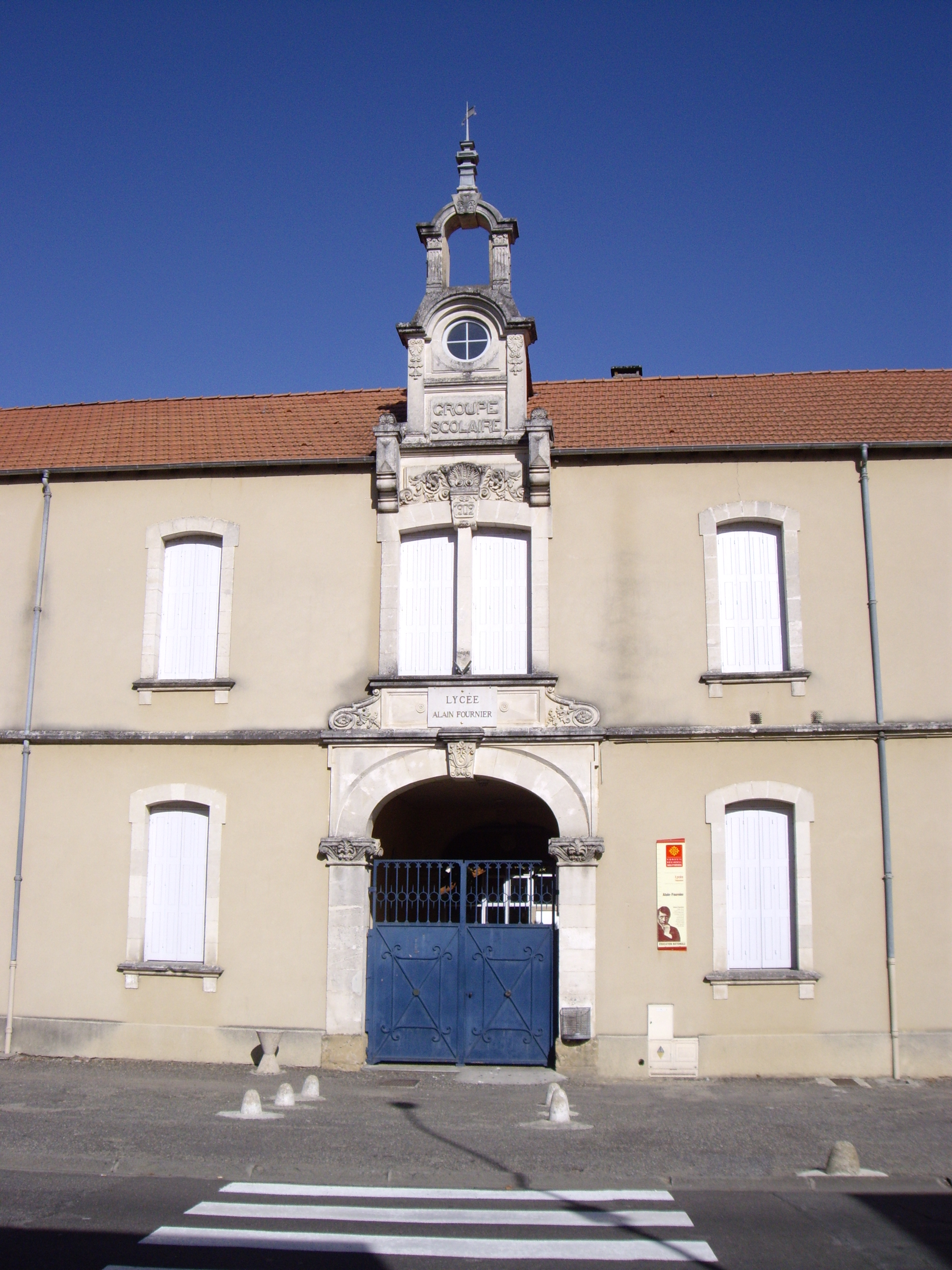
Лицей Алена Фурнье
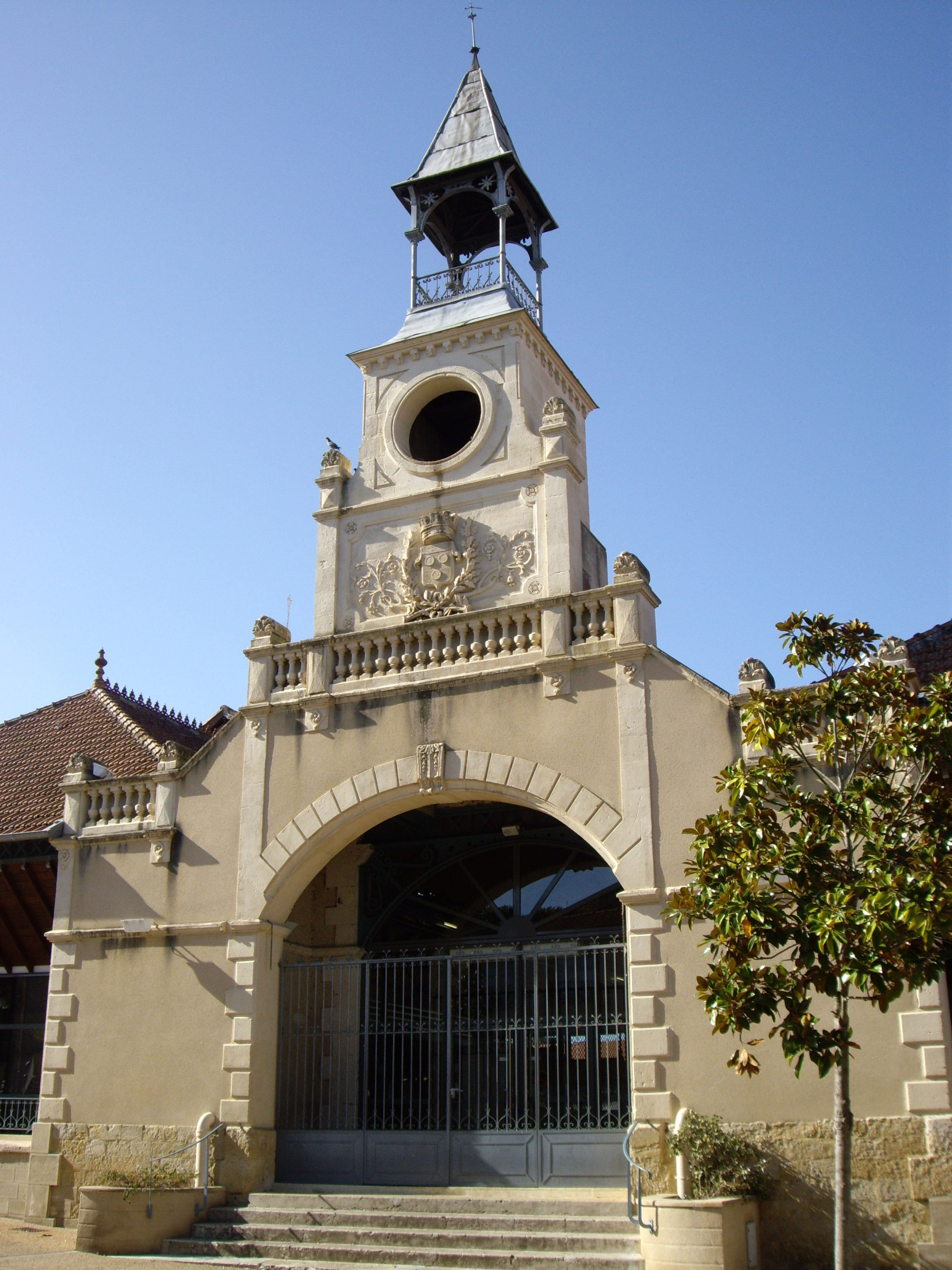
Рынок
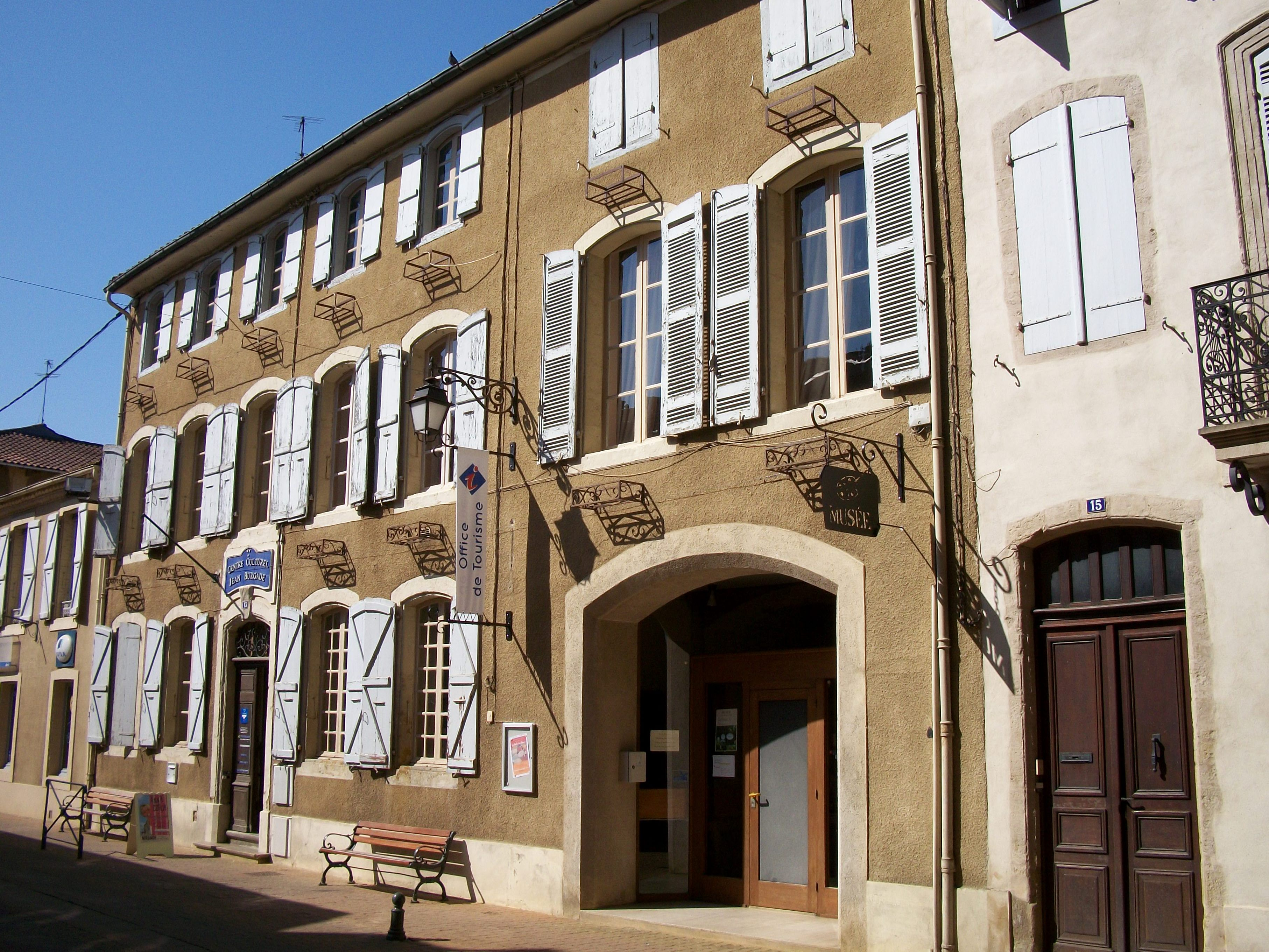
Музей изобразительных искусств и туристический центр
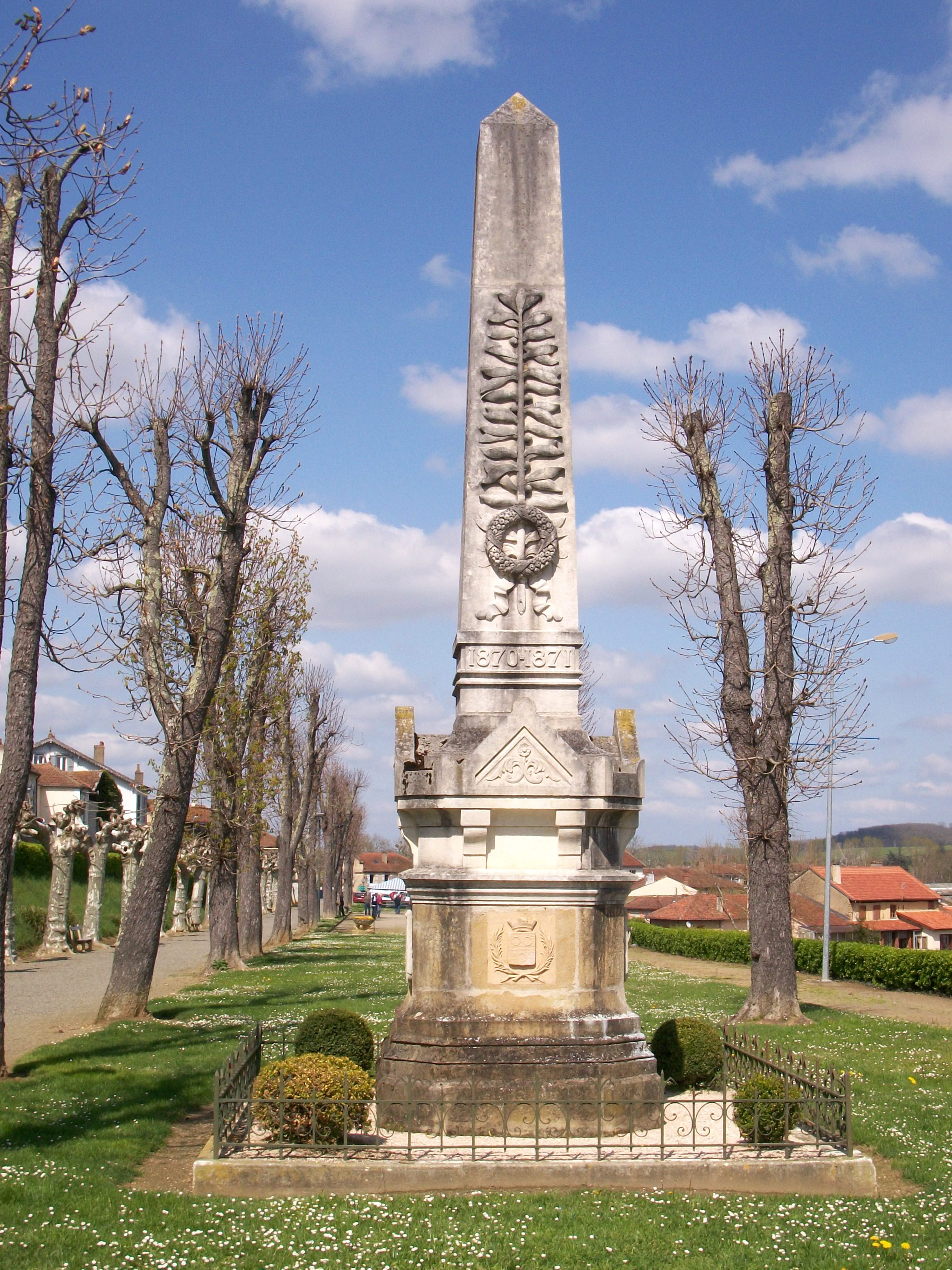
Военный мемориал
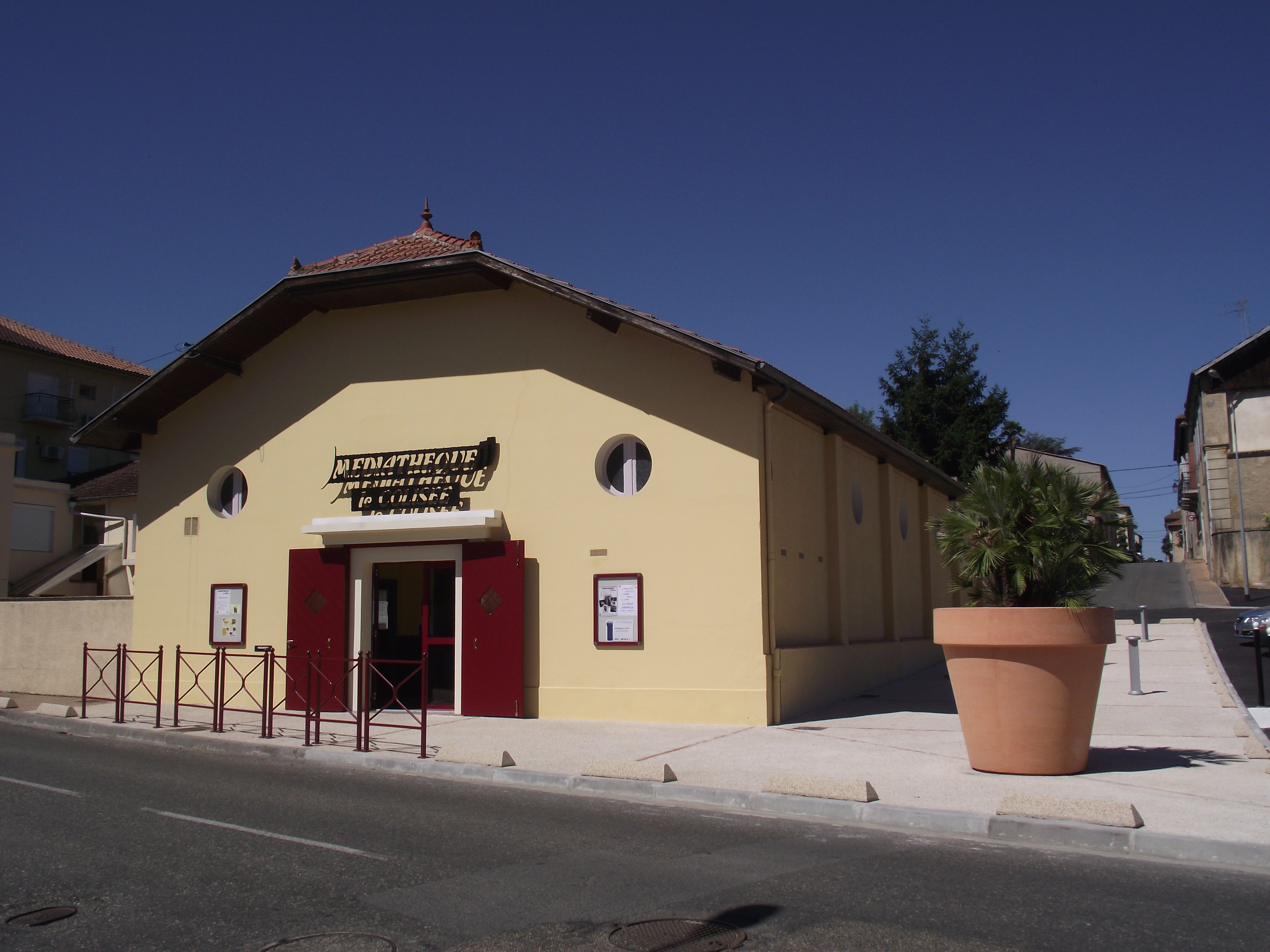
Медиатека
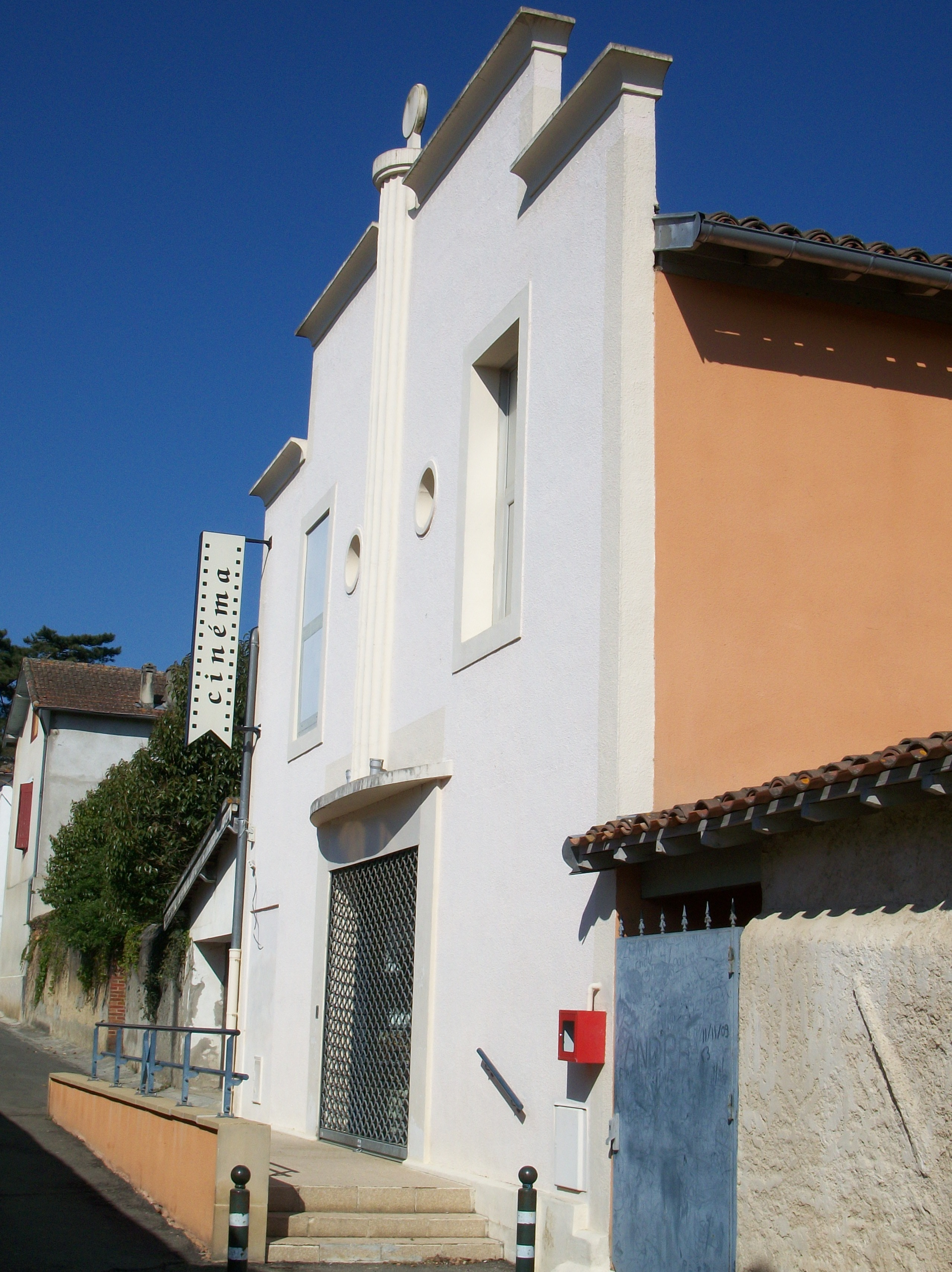
Кинотеатр «Астарак»
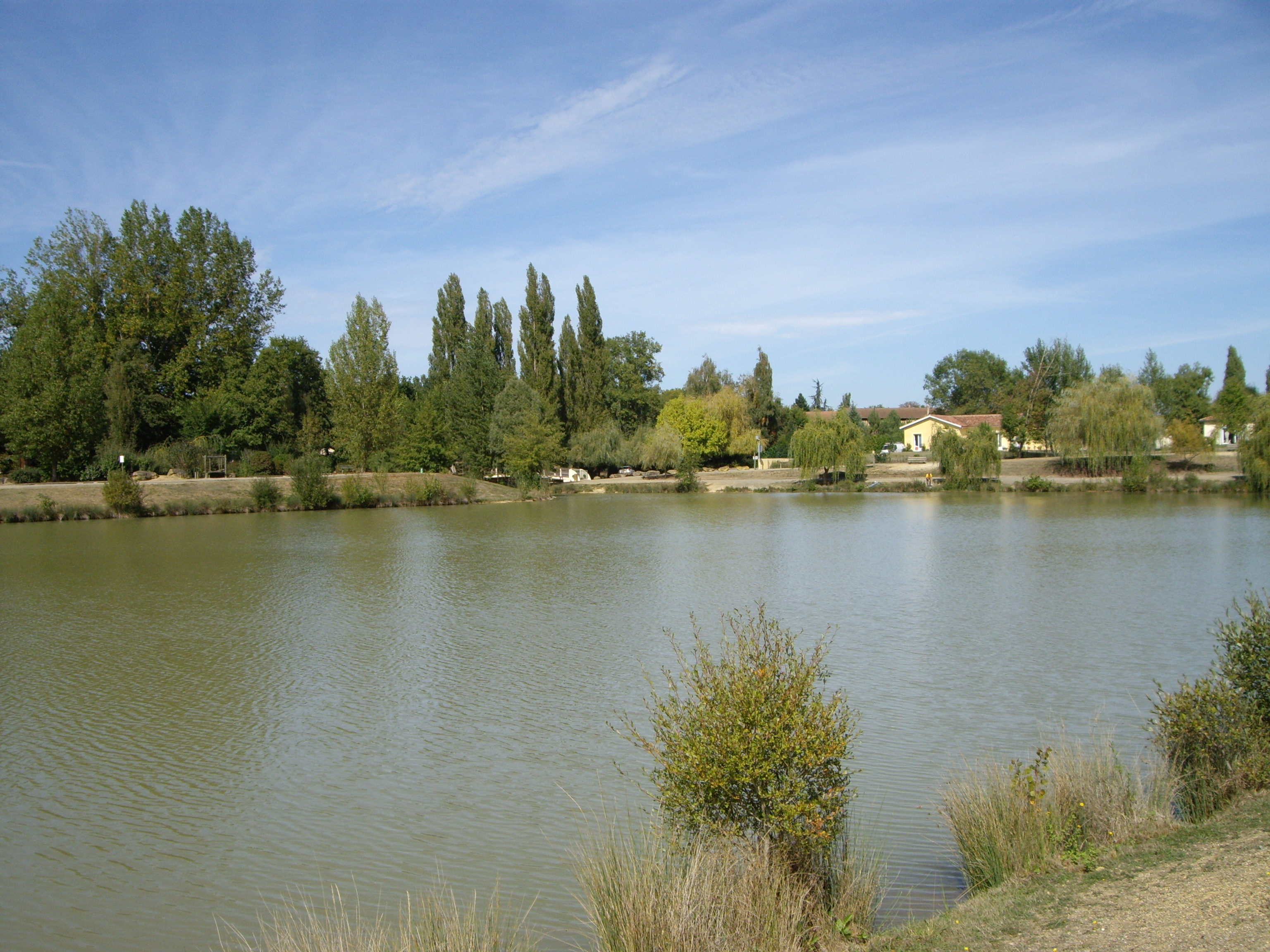
Озеро
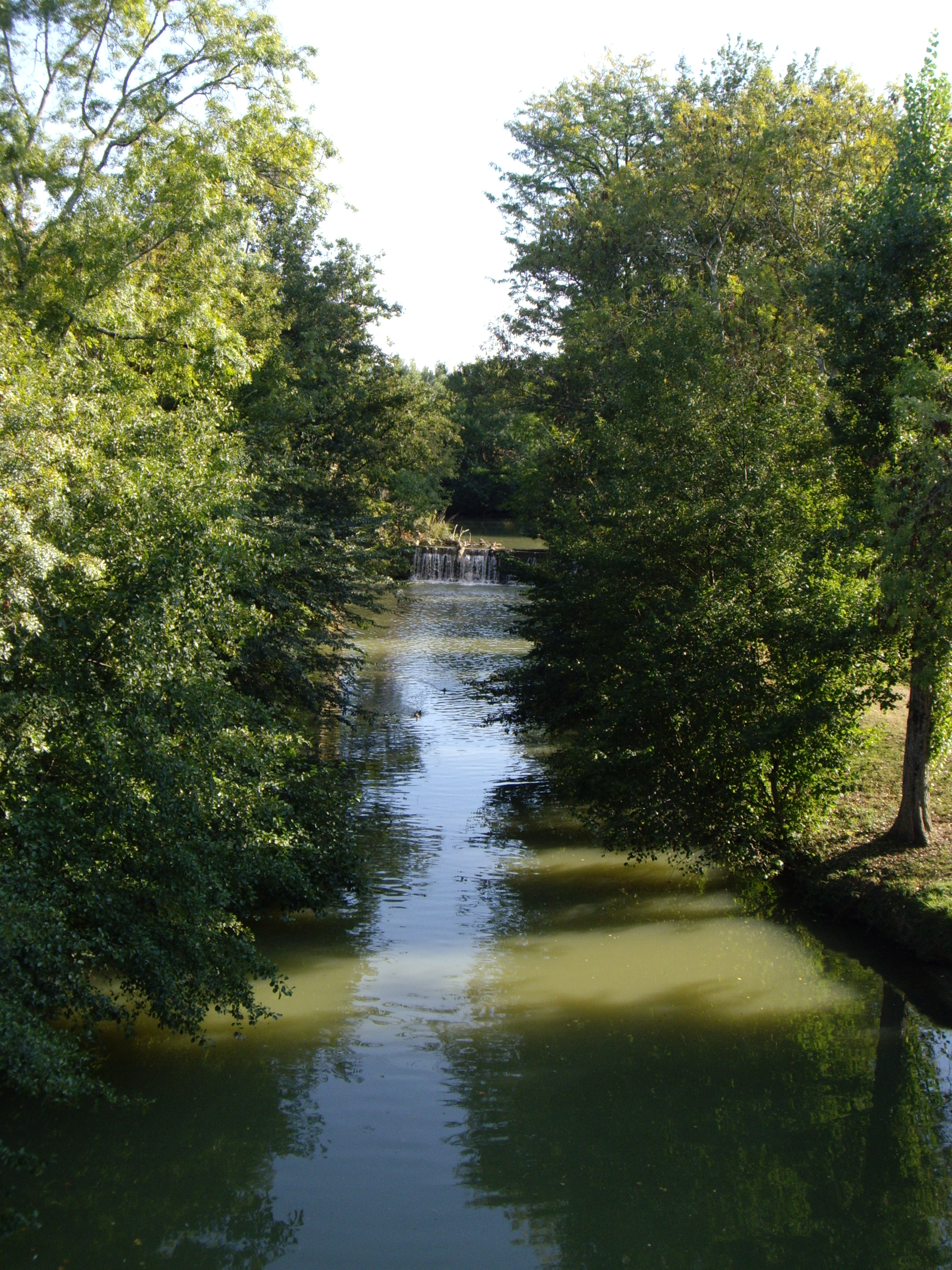
Река Баиз